# دبورا فیندلی
دبورا فیندلی (انگلیسی: Deborah Findlay؛ زادهٔ ۱۹۴۷ میلادی) بازیگر و صداپیشه اهل انگلستان می باشد.

## بخشی از فیلمشناسی
- وضعیت فعلی
- آدمکشان میدسامر (۲۰۰۰–۲۰۱۵)
- شاهد خاموش (۲۰۰۳–۲۰۱۰)
- ژول مگره